# Divini Illius Magistri
Divini illius Magistri (em portugês, Daquele Divino Mestre) é a 15.ª encíclica do papa Pio XI, publicada em 31 de dezembro de 1929, dedicada ao tema da educação cristã da juventude.

## Conteúdo[2][3]
O papa inicia a encíclica de maneira solene, recordando que fala em nome de Jesus cristo. 

Representante na terra daquele divino Mestre que, abraçando na imensidão de seu amor a todos os homens, até mesmo os pecadores e indignos, mostrou, no entanto, uma predileção e uma ternura especialíssimas em relação às crianças e se expressou com aquelas palavras tão comoventes: Deixai que as crianças venham a mim.
Ainda que em diferentes ocasiões o papa tenha dirigido palavras de exortação aos educadores e aos jovens com orientações sobre o modo de enfrentar a tarefa educativa, ante a controvérsia atual sobre este problema, considera necessário tratar este tema com mais amplitude e profundidade, pois 

Para prevenir todo erro nesta obra de tanta importância e para realizá-la da melhor maneira possível, com a ajuda da graça divina, é necessário ter uma ideia clara e exata da educação cristã em seus elementos essenciais, isto é: a quem pertence a missão de educar, qual é o sujeito da educação, quais as circunstâncias necessárias do ambiente, qual o fim e a forma própria da educação cristã, segundo a ordem estabelecida por Deus na economia de sua providência.— Encíclica Divini Illius Magistri, AAS vol. 22 p. 69.

### A quem pertence a missão de educar[4]
O homem, como ser social, está vinculado a duas sociedades de ordem natural (a família e a sociedade civil) e a uma sociedade sobrenatural (a Igreja); em consequência, nessas três sociedades ele se encontra em uma tarefa de educar, ainda que de diferente forma, de acordo com a relação que o homem tem com cada uma delas. 

Primeiro, a educação pertence à Igreja por duas razões de ordem sobrenatural, exclusivamente conferidas a ela pelo mesmo Deus, e por isso são absolutamente superiores a qualquer outra razão de ordem natural.— Papa Pio XI

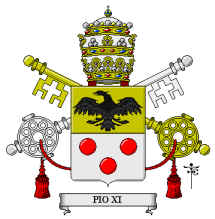
Brasão Pontifício de Papa Pio XI

O mandato de Cristo: "Ide, portanto, e ensinai a todas as nações, batizando-as em nome do Pai e do Filho e do Espírito Santo, ensinando-as a observar tudo o que vos tenho mandado" e a maternidade sobrenatural que corresponde à Igreja sobre os cristãos como seus filhos. 
A educação também corresponde à família, que recebe diretamente do Criador essa missão; trata-se, ao mesmo tempo, de um direito e de um dever do qual não pode renunciar. Por outro lado, os poderes do Estado podem ajudar, criar infraestruturas e formular suas necessidades, mas não podem substituir a família na tarefa de educar seus filhos.

### O sujeito da educação[5]
"Nunca se deve perder de vista que o sujeito da educação cristã é o homem todo inteiro, espírito unido ao corpo em unidade de natureza, com todas as suas faculdades naturais e sobrenaturais, como nos ensina a razão correta e a revelação; ou seja, o homem caído de seu estado original, mas redimido por Cristo e reintegrado à condição sobrenatural de filho adotivo de Deus, embora não aos privilégios preternaturais da imortalidade do corpo e da integridade ou equilíbrio de suas inclinações"— Papa Pio XI Encíclica Divini Illius Magistri, AAS vol. 22 p. 52.
Essa realidade faz com que o Papa denuncie três erros práticos que podem surgir na educação dos jovens: 1) um naturalismo pedagógico que ignora a atenção ao sobrenatural; 2) a afirmação de uma pretendida autonomia e liberdade ilimitada na criança; 3) entender que uma educação sexual meramente natural, sem recorrer aos meios sobrenaturais, pode imunizar contra os perigos da concupiscência; 4) a coeducação, derivada do naturalismo que nega o pecado original.

### O ambiente próprio da educação[6][7]
O papa assinala a família como o ambiente natural e necessário para a educação, e ante o perigo de que se descuide este aspecto, a encíclica recorda que

A educação mais eficaz e duradoura é a que se recebe em uma família cristã bem ordenada e disciplinada; uma educação tanto mais eficaz quanto mais claro e constante resplandeça nela o bom exemplo, sobretudo dos pais e dos demais membros da família.— Encíclica Divini Illius Magistri, AAS vol. 22 p. 73.
Mas uma vez firmado este princípio, o papa trata por extenso dos perigos de uma escola em que a educação não esteja informada pelas verdades da fé, e denuncia de modo especial a chamada "escola neutra"

Daqui segue-se como conclusão necessária que é contrária aos princípios fundamentais da educação a escola neutra ou laica, da qual a religião é excluída. Essa escola, por outro lado, só pode ser neutra aparentemente, pois de fato é ou será contrária à religião.— Papa Pio XI Encíclica Divini Illius Magistri, AAS vol. 22 p. 76.
O fato de que em um país haja pessoas de diferentes religiões não impõe a necessidade de uma escola mista ou neutra, porque o Estado pode prover a instrução pública se garantir a liberdade e ajudar economicamente as iniciativas da Igreja e das famílias.

### O fim e a forma da educação[8]
Para finalizar a encíclica, o papa expõe qual é o fim da educação cristã: cooperar com a graça divina na formação do cristão, e acrescenta em seguida:

Por isso, precisamente, a educação cristã abrange todo o âmbito da vida humana: a sensível e a espiritual, a intelectual e a moral, a individual, a doméstica e a civil, não para diminuí-la ou restringi-la, mas para elevá-la, regulá-la e aperfeiçoá-la de acordo com os exemplos e a doutrina de Jesus Cristo.
Consequentemente, o verdadeiro cristão, formado pela educação cristã, é o homem sobrenatural que sente, pensa e age constante e consequentemente segundo a reta razão, iluminada pela luz sobrenatural dos exemplos e da doutrina de Cristo ou, para usar uma expressão em voga, o verdadeiro e completo homem de caráter.— Papa Pio XI Encíclica Divini Illius Magistri, AAS vol. 22 p. 49.

## Ver Também
- Papa Pio XI
- Coeducação
- Educação sexual